# محاكاة الشبكة
«مضاهاة» أو محاكاة الشبكة هي تقنية لاختبار أداء التطبيقات الحقيقية عبر شبكة افتراضية. هذا يختلف عن محاكاة الشبكات حيث يتم تطبيق النماذج الرياضية البحتة لحركة المرور، ونماذج الشبكات والقنوات والبروتوكولات. الهدف من ذلك هو تقييم الأداء، والتنبؤ بأثر التغيير، أو تحسين عملية صنع القرار التكنولوجي.

## طرق المحاكاة
محاكاة الشبكة هي فعل إدخال جهاز إلى شبكة اختبار (عادةً في بيئة معملية) تعمل على تغيير تدفق الحزمة بطريقة تحاكي سلوك الإنتاج أو الشبكة الحية — مثل LAN أو WAN. قد يكون هذا الجهاز إما للأغراض العامة لتشغيل الكمبيوتر والبرنامج أو لإجراء مضاهاة ومحاكاة جهاز أو شبكة محاكاة مخصصة التي بالعادة تضاهي وتحاكي الارتباط.
تدمج برامج محاكاة الشبكة مقدارًا متفاوتًا من سمات الشبكة القياسية في تصميماتها، بما في ذلك: وقت الرحلة ذهابًا وإيابًا عبر الشبكة ( زمن الوصول ) ، ومقدار النطاق الترددي المتاح، ودرجة معينة من فقد الحزمة، وتكرار الرزم، وإعادة ترتيب الرزم، والفساد والتعديل في الحزم، و / أو شدة ارتعاش الشبكة.
من المعروف أن الشبكات غير كاملة - سواء كانت خاصة أو عامة. وأنها معروفة بخصائها السلبية والتي في بعض الأحيان تقدم التأخير والأخطاء وإسقاط الحزم. الهدف الأساسي من محاكاة الشبكة هو تهيئة بيئة يمكن للمستخدمين من خلالها توصيل الأجهزة والتطبيقات و / أو المنتجات و / أو الخدمات التي يتم اختبارها للتحقق من أدائهم أو استقرارهم أو وظائفهم مقابل سيناريوهات الشبكة الواقعية. بمجرد اختباره في بيئة خاضعة للتحكم مقابل ظروف الشبكة الفعلية، يمكن للمستخدمين أن يثقوا في أن العنصر الذي يتم اختباره سيعمل كما هو متوقع.

## المضاهاة والمحاكاة وتوليد حركة المرور
عمليات المضاهاة قد تختلف هنا عن المحاكاة ، حيث في هذا المجال، محاكي الشبكة يبدو وكأنه الشبكة نفسها وبذاتها وشامل بكافة خصائها التقنية؛ يمكن توصيل الأنظمة الطرفية مثل أجهزة الكمبيوتر بالمحاكي وسوف تتصرف كما لو كانت متصلة بشبكة حقيقية. يعكس محاكي الشبكة الشبكة التي تربط بين الأنظمة الطرفية وليس الأنظمة الطرفية نفسها.
أما مضاهاة الشبكة، فعادةً ما تكون برامج مضاهاة الشبكة عبارة عن برامج تعمل على جهاز كمبيوتر واحد، وتتناول وصفاً مجرداً لحركة مرور الشبكة مثل عملية وصول التدفق وإحصائيات الأداء مثل شغل المخزن المؤقت كدالة للوقت.
عادةً ما توجد هذه المنتجات في بيئات التطوير وضمان الجودة لموفري الخدمات ومصنعي معدات الشبكات والمؤسسات.

## برنامج محاكاة الشبكة
يرغب مطورو البرامج عادةً في تحليل وقت الاستجابة والحساسية لفقدان حزم تطبيقات خادم العميل، ومحاكاة الوصول إلى شبكة معينة (روابط بيانات 802.11 n ، ac / 4G / التكتيكية، إلخ) باستخدام وقت رحلة ذهابا وإيابا مختلفا، بت معدل الخطأ، المتسربين للشبكة والمتسربين للتطبيق. تأتي المحاكيات لهذا الغرض في أشكال مختلفة بما في ذلك أجهزة بيئة التطوير المستندة إلى المستعرض أو المتكاملة.
اثنين من برامج محاكاة الشبكة مفتوحة المصدر هما محاكي البحث المفتوح الشائع المسمى بـ (CORE) والآخر محاكي الشبكة والمسمى بـ Ad-hoc وهو مخصص للتمديد إلى (EMANE). كلاهما يدعم العملية كمربعات سوداء للشبكة، أي يمكن توصيل الأجهزة / الأجهزة الخارجية بالشبكة التي تمت مضاهاتها دون معرفة بالمضاهاة. كما أنها تدعم كلاً من محاكاة الشبكات السلكية واللاسلكية بدرجات متفاوتة من الدقة. يعد CORE أكثر فائدة لتخطيطات الشبكة السريعة (الطبقة 3 وما بعدها) ومحاكاة جهاز واحد وهو الأنسب لهذه العمليات من غيره. ويعد EMANE أكثر ملائمة لمحاكاة شبكة واسعة النطاق ذات الدقة العالية الموزعة (الطبقات 1/2).
تحتوي حزم برامج محاكاة الشبكات الأكثر شيوعًا، OPNET و Tetcos NetSim ، أيضًا على وحدات محاكاة للتوصيلات في الوقت الفعلي. في أدوات المحاكاة العامة المزودة بقدرات مضاهاة توفر تطوراً أكبر من أجهزة المحاكاة. توفر أجهزة المحاكاة فقط مضاهاة الوصلة المادية ولا تؤثر في تأثيرات الطبقات العليا (MAC ، شبكة، نقل، إلخ). ومع ذلك، فإن أدوات المحاكاة عامل في تأثيرات مكدس الشبكة بالكامل عند التشغيل في وضع المحاكاة. سوف تسمح بتوصيل مصادر / وجهات متعددة، التوجيه، دعم حركة مرور متعددة اللاعبين، بروتوكولات MANET ، إلخ.

## برنامج توليد حركة المرور
يمكن تحليل أداء الشبكة في ظل ظروف الإنتاجية القصوى عن طريق قياس حركة مرور الشبكة في شبكة اختبار، باستخدام مولد حركة مرور الشبكة مثل iperf . يرسل منشئ حركة المرور حزم وهمية، غالبًا باستخدام معرف حزمة فريد، مما يجعل من الممكن تتبع تسليم الحزمة في الشبكة باستخدام محلل شبكة .

## إنظر أيضاً
- محاكاة الشبكة
- إختبار الأمان
- الشبكة المنزلية

## روابط خارجية
- النواة